# Pfalzgrafschaft Lothringen
Die Pfalzgrafschaft Lothringen war der Amts- und Herrschaftsbereich des Pfalzgrafen von Lothringen. Aus ihr ging Ende des 11. Jahrhunderts die später Kurpfalz genannte Pfalzgrafschaft bei Rhein hervor.

## Geschichte
Das in der Merowingerzeit entstandene Amt eines Pfalzgrafen als Verwaltungsbeamten einer Region in Austrasien, dem Ostteil des Fränkischen Reichs, hatte sich in der Karolingerzeit zum Amt eines Stellvertreters des Königs im Gericht und eines Vorstehers der Pfalz mit ihrem gesamten Personal entwickelt. Im Ostfrankenreich kam es bis zum Ende des 10. Jahrhunderts zur Bildung der Stammesherzogtümer Sachsen, Baiern und Schwaben, und im fränkischen Stammland entstand das Herzogtum Lothringen (Lotharingien). Innerhalb dieser Entitäten kam den Stammes-Pfalzgrafen als Vertretern und Wahrern der königlichen Rechte mit der Pfalzgrafenwürde nicht mehr nur die ursprüngliche Aufgabe der Betreuung einer Königspfalz zu, vielmehr beinhaltete ihr Amt eine Art Kontrollfunktion und Vertretung des Königs innerhalb der Stammesherzogtümer und damit auch die zweite Position nach dem Herzog innerhalb des Herzogtums.

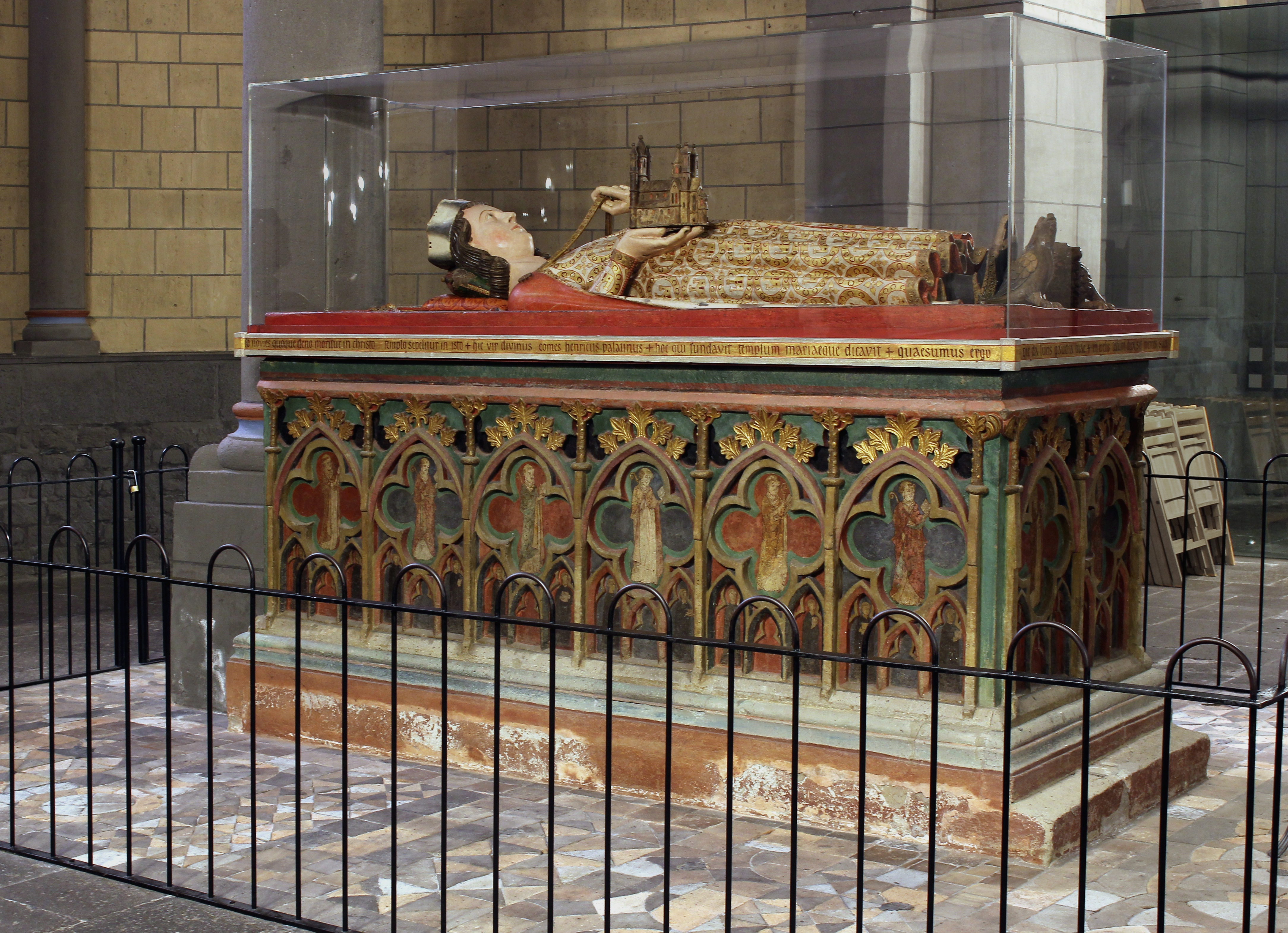
Hochgrab des Pfalzgrafen Heinrich II. von Laach in der Abtei Maria Laach – Mit ihm verschob sich der Schwerpunkt der Pfalzgrafschaft nach Süden, wodurch die Pfalzgrafschaft bei Rhein entstand.

Als erster Inhaber der Pfalzgrafenwürde im Herzogtum Lothringen ist der Ardennergraf Wigerich im Jahr 916 greifbar, als Pfalzgraf der Königspfalz zu Aachen. Zur Zeit des ostfränkischen Königs Heinrich I. war Gottfried von Jülich Pfalzgraf. Spätestens 989 fiel das lothringische Pfalzgrafenamt mit Hermann I. und seinem Sohn Ezzo der Familie der Ezzonen zu, die es kontinuierlich ausübten und ihre königsnahe Stellung zur Mehrung ihres Allods aus Reichsgut nutzten. Ihre Besitzungen lagen im Bonngau, Eifelgau, Zülpichgau und Auelgau. Außerdem verfügten sie über weitreichende Vogteirechte über Kirchen und Klöster an Rhein und Mosel. Schwerpunkte der Macht bildeten das römische Castrum Bonna (Bonn) und das Römerkastell Zülpich. Dazu herrschten sie über die Siegburg, die Tomburg bei Rheinbach und die Burgen Cochem und Klotten im Moseltal.
Pfalzgraf Ezzo erfuhr durch die prestigeträchtige Ehe mit Mathilde, einer Tochter von Kaiser Otto II. und Kaiserin Theophanu, eine beträchtliche Rangerhöhung in der Reichsaristokratie. Gefördert durch Kaiser Otto III. wurde ihre Tochter Richeza durch Ehe mit Miesko II. zunächst Herzogin, später Königin von Polen. Sohn Hermann wurde Erzbischof von Köln. Tochter Theophanu stieg zur Äbtissin des Stifts Essen auf. König Heinrich III. machte Sohn Otto zum Herzog von Schwaben. Ezzo und Mathilde gründeten um 1023 das Kloster Brauweiler, dem sie – im Zentrum ihres Gebiets gelegen – die Funktionen einer Grablege und Memoria ihrer Dynastie zuwiesen. Unter ihnen verfestigte sich der Charakter der Pfalzgrafschaft Lothringen als Territorialherrschaft und erreichte eine maximale Ausdehnung. Nach dem Historiker Franz Steinbach erstreckte sich das Herrschaftsgebiet der pfalzgräflichen Familie von der Ruhr bei Duisburg und Essen bis nach Aachen und von dort über die Eifel und die Moselgegend zwischen Trier und Koblenz bis zur Saar und in die Nordpfalz.
Nach Ezzos Tod 1043 und nach der Herrschaft von dessen Sohn Otto II. ging die Pfalzgrafschaft an Ezzos Neffen Heinrich I. und dessen Sohn Hermann II. über. Das Hausgut der Ezzonen fiel durch Erzbischof und Erzkanzler Anno II. weitgehend an die Kölner Kirche, an die nicht nur Heinrich, sondern auch Hermann bis 1085 zunehmend Positionen verlor.
1085 wurde der königstreue Heinrich von Laach als Pfalzgraf eingesetzt. Er knüpfte durch seine Ehe mit der Witwe des Pfalzgrafen Hermann, Adelheid von Orlamünde, an die Verwandtschaft der Ezzonen an. Um 1093 gründete er das Kloster Maria Laach und stattete es mit Familienbesitz aus. Mit Heinrich von Laach wurde die Pfalzgrafschaft bei Rhein begründet.